# Ptychoptera miocenica
Ptychoptera miocenica is een muggensoort uit de familie van de glansmuggen (Ptychopteridae). De wetenschappelijke naam van de soort werd voor het eerst geldig gepubliceerd in 1910 door Cockerell als Bittacomorpha miocenica.